# Liliane Dahlmann
Liliane Marie Dahlmann, duchesse douairière de Medina Sidonia (Kaiserslautern, 31 janvier de 1956), historienne et présidente viagère de la Fondation Casa de Medina Sidonia est l'épouse de Luisa Isabel Álvarez de Toledo y Maura, surnommée la Duchesse Rouge, avec laquelle elle contracte un  mariage in articulo mortis en 2008.

## Biographie

### Jeunesse
Née en Allemagne, Liliane Marie Dahlmann déménage en Espagne en 1963 et passe sa jeunesse à Barcelone, où elle obtient une licence en Histoire, se spécialisant en Histoire moderne et contemporaine. En 1983, Liliane estt invitée à assister au mariage de Leoncio Alonso González de Gregorio y Álvarez de Toledo, en qualité d'amie de la fiancée, et c'est à cette occasion qu'elle rencontre la mère de celui-ci, Luisa Isabel Álvarez de Toledo y Maura, 21e duchesse de Medina Sidonia, 17e marquise de Villafranca del Bierzo, 18e marquise des Vélez et 25e comtesse de Niebla, trois fois Grande d'Espagne, avec qui elle entame une relation sentimentale peu de temps après, même si la duchesse ne divorce de son mari José Leoncio González de Gregorio et Martí qu'en 2005, à la demande de celui-ci.

### Mariage et veuvage
Après plus de 20 ans de relation, le 7 mars 2008 elle contracte un mariage in articulo mortis avec Luisa Isabel Álvarez de Toledo y Maura, qui meurt onze heures plus tard des suites d'un cancer du poumon[réf. nécessaire].

## Fondation Casa de Medina Sidonia
Depuis sa création en 1990, Liliane Dahlman occupe la charge de secrétaire viagère de la fondation Casa de Medina Sidonia. En outre, la duchesse de Medina Sidonia stipule dans les statuts de la fondation qu'à sa mort, c'est Liliane Dahlman qui doit lui succéder en tant que présidente viagère, et il en est ainsi en 2008. Depuis lors, les enfants de la duchesse ont demandé en justice une révision des statuts de la fondation au motif que leur mère lui a légué de son vivant des biens constituant la majeure partie de son patrimoine au détriment des droits légaux des héritiers (à savoir la part réservataire des héritiers dans les proportions établies dans le Code Civil en Espagne), sans préjudice des intérêts de l'État et de la déclaration de Bien d'Intérêt Culturel (entraînant l'indivisibilité), qui affecte l'héritage de la 21e duchesse.